# Ellen Eliza Fitz
Ellen Eliza Fitz (* 1835 in Kingston, New Hampshire; † 12. Oktober 1886 in Watertown, Massachusetts) war eine amerikanische Erfinderin. Bekannt wurde sie für eine Globushalterung, die den Weg der Sonne und die verschiedenen Phasen von Tag, Nacht und Dämmerung rund um den Globus über das Jahr darstellt.

## Leben

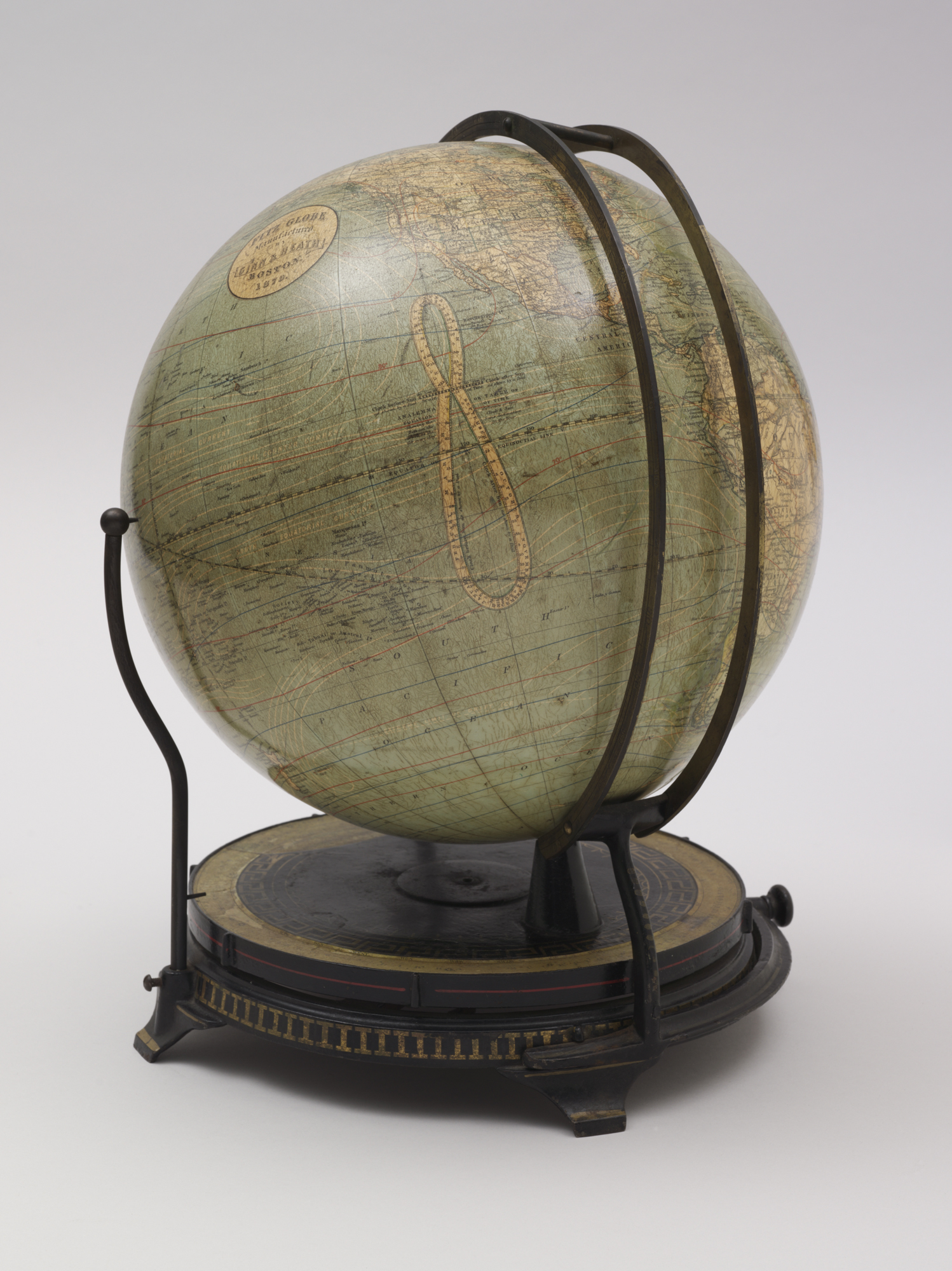
Fitz-Globe nach dem Patent von 1875

Ellen Eliza Fitz wurde 1835 in Kingston, New Hampshire als Tochter von Asa und Susan Fitz geboren. Ihr Vater, Asa Fitz (1810–1878), war in den Bereichen Lehre, Lehrplanentwicklung und Bildungsreform tätig. Ellen Fitz hatte zwei Geschwister, eine jüngere Schwester, Susan Fitz (1839–1871), und einen Bruder, Charles F. Fitz, Sr. (1835–1917).
Aufgewachsen ist Ellen Fitz in Lynnfield und Newton, Massachusetts. Sie machte ihren Schulabschluss an der West Newton State Normal School im Jahr 1853 und arbeitete als Musiklehrerin in Cambridge, Massachusetts. Sie übersetzte klassische Texte von Vergil und entwickelte ein erstes Interesse an der Kartographie. Den größten Teil ihres Lebens verbrachte sie in Saint John, New Brunswick. Dort arbeitete sie als Gouvernante und war für ihre Sprachkenntnisse und Übersetzungen sowie für ihre Leidenschaft für das Wissen bekannt. In New Brunswick entwickelte sie ihre Ideen für den Entwurf des Globus. Sie erfand eine Befestigungsvorrichtung für einen Globus, die ihren Schülern das Verständnis für die tägliche Drehung und jährliche Umdrehung der Erde erleichtern sollte, und ließ ihn 1875 patentieren (Nr. 158.581). Die Haltevorrichtung bestand aus vertikalen Ringen, die den Wechsel von Tag und Nacht durch alle vier Jahreszeiten demonstrierten. Der Globus, „Fitz-Globus“ genannt, wurde von Ginn & Heath produziert und auf der Hundertjahrfeier 1876 in Philadelphia ausgestellt. Zum Globus veröffentlichte Fitz ein Handbuch und Schülerübungen mit Erläuterungen des Systems unter dem Titel Handbook of the Terrestrial Globe or Guide to Fitz’s New Method of Mounting and Operating Globes.
Ein weiteres Patent (Nr. 263.886) erhielt Fitz im Jahr 1882 für eine Halterung, die zu jeder Jahreszeit die Position von Sternen über jedem Horizont anzeigt. Zu der Zeit lebte sie in Somerville, Massachusetts.
Ellen Eliza Fitz starb am 12. Oktober 1886 nach langer Krankheit in Watertown, Massachusetts.